# Beylerbeyi (Sarayköy)
Beylerbeyi ist ein Dorf im Landkreis Sarayköy der türkischen Provinz Denizli. Beylerbeyi liegt etwa 18 km nordwestlich der Provinzhauptstadt Denizli und 9 km südöstlich von Sarayköy. Beylerbeyi hatte laut der letzten Volkszählung 1.125 Einwohner (Stand Ende Dezember 2010).